# Der goldene Drache (Oper)
Der goldene Drache ist ein Musiktheater („Theater mit Musik“) von Péter Eötvös nach dem gleichnamigen Theaterstück von Roland Schimmelpfennig. Die Uraufführung fand am 29. Juni 2014 in Frankfurt am Main in der Oper Frankfurt (Bockenheimer Depot) statt.

## Handlung
Die Geschichte spielt in einem chinesischen Schnellrestaurant, wo einer der Köche, ein jugendlicher Chinese („Der Kleine“) unter furchtbaren Zahnschmerzen leidet. Da er sich illegal im Land aufhält, kommt ein Zahnarztbesuch nicht infrage. Daher reißen die anderen Köche ihm den Zahn mit einer Rohrzange heraus und der Junge verblutet. Der herausgerissene Zahn landet in der Thaisuppe einer Stewardess. Diese nimmt den Zahn auf ihren nächsten Flug mit nach China, wo sie ihn wegwirft. Die Betreiber des Restaurants werfen den toten Koch in den Fluss, von wo er ins Meer treibt und nach zwei Jahren als Skelett „daheim“ in China ankommt.

## Gestaltung

### Gattungsbezeichnung
Der Komponist wählte aufgrund der großen Bedeutung der Handlung und des Textes ganz bewusst nicht den Begriff Oper. Die Handlung findet in Echtzeit statt. Sie darf bei der Aufführung nicht verlangsamt, beschleunigt oder anderweitig verändert werden. Da er das Werk als „Theater mit Musik“ verstand, verwarf Eötvös die ursprünglich angedachte Bezeichnung als „Kammeroper“. Um die Textverständlichkeit sicherzustellen, nutzte er bei der Komposition überwiegend den natürlichen Sprachrhythmus. Die fünf Hauptpersonen werden erzählerisch eingesetzt. Sobald ihre Darsteller in eine der anderen Rollen schlüpfen, werden sie emotional. Diese Wechsel sind integral für die Komposition. Sie erfolgen übergangslos.

### Orchesterbesetzung
Die Orchesterbesetzung umfasst die folgenden Instrumente:
- Holzbläser: eine Flöten (auch Piccolo und Altflöte), eine Oboe (auch Englischhorn), eine Klarinette in A (auch Es-Klarinette), eine Bassklarinette (auch Klarinette in A und Kontrabassklarinette), ein Fagott
- Blechbläser: ein Horn, zwei Trompeten in B, eine Posaune mit Quartventil
- Schlagzeug (zwei Spieler):
  - I: Crotales (auch acro) in h’, c’’, cis’’ und e’’, Röhrenglocken in dis’’, gis’, fis’, cis’’, ais’, dis’ und cis’, Glissando-Gong (glissando nach unten, chinesischer Operngong), Tamtam (Paiste 100–120 cm ⌀, auch mit Handmikro), hängendes Becken (auch mit Gewindestab, ca. 4 mm ⌀), Nietenbecken, tibetanische Cymbals, chinesisches Becken (groß 18’), Hi-Hat (mit kleinen Becken 10’), chinesisches Tomtom, chinesische Große Trommel, Conga, Metall-Güiro, Maracas, Cabasa (hoch), Claves (hoch), Woodblock, Holzbrett (ca. 3–4 cm dick), Gemüsemesser (mittelgroß), Bürste für chinesische Große Trommel, Plastik-Kamm (Grille, verstärkt), Flasche (ziemlich tief, stumpf, verstärkt), zwei 2 Schnapsgläser zusammenstoßen
  - II: Glockenspiel (mit Pedal), Xylophon, Crotales, Röhrenglocken, Triangel, Splash Cymbal (klein), Nietenbecken, tibetanische Cymbals, chinesisches Becken, Gong in Gis, A, cis, dis und fis), Burma Gong (liegend, Innenseite gekratzt, verstärkt), zwei chinesische Glissando-Gongs (liegend), chinesische Bongo (15–20 cm ⌀), Metal-Chimes, Güiro (kurz und dick, aus Bambus), Caxixi (tiefer als Cabasa in I), Claves (tief), Vibraslap, Bürste für Bongo, Glöckchen-Kette, fünf Schnapsgläser, vier leere Wein-/Bierflaschen mit Metall anschlagen (verstärkt: 1. schöner Klang / 2. schöner Klang, höher als 1. / 3. etwas trockener, noch höher als 2. / 4. tiefer und trockener als 1.), zwei Bierflaschen zusammenstoßen, Glaschimes
- Tontechnik
  - I: ein Handmikro (Tamtam „abtasten“), Plastik-Kamm (ganz nah am Mikro), Flasche (ziemlich tief, stumpf, 7. Szene, verstärkt)
  - II: fünf Schnapsgläser anschlagen; leere Wein-/Bierflasche mit Metall anschlagen (wie in Schlagzeug II), Burma Gong (liegend, Innenseite wird gekratzt, verstärkt)
- Keyboard (Digital-Hammond und Klavier)
- Streicher: eine Violine, eine Bratsche, ein Violoncello, ein Kontrabass oder sechs Violinen, vier Violen, drei Violoncelli und ein Kontrabass
- Soundingenieur

Die Verstärkung der angegebenen Instrumente ist obligatorisch. Falls nötig, können auch die anderen Instrumente und alle Sänger verstärkt werden.

## Werkgeschichte
Péter Eötvös Musiktheater Der goldene Drache entstand in den Jahren 2013 bis 2014 im Auftrag des Ensemble Modern und der Oper Frankfurt. Das Libretto richtete der Komponist selbst nach dem gleichnamigen Theaterstück von Roland Schimmelpfennig ein.
Die Uraufführung am 29. Juni 2014 in der Oper Frankfurt (Bockenheimer Depot) dirigierte Eötvös selbst. Es spielte das auftraggebende Ensemble Modern. Die Inszenierung stammte von Elisabeth Stöppler, die Kostüme von Nicole Pleuler, das Bühnenbild von Hermann Feuchter. Es sangen Kateryna Kasper (Sopran), Simon Bode (Tenor), Hans-Jürgen Lazar (Tenor), Holger Falk (Bariton) und Hedwig Fassbender (Mezzosopran). Die Folgeaufführungen standen unter der musikalischen Leitung von Hartmut Keil. Im Dezember 2016 gab es eine Wiederaufnahme unter der Leitung von Nikolai Petersen.
Weitere Aufführungen folgten 2015 bei den Bregenzer Festspielen, 2016 am Stadttheater Bremerhaven, 2018 in Koblenz, 2019 in Krefeld, Mönchengladbach und an der Semperoper Dresden. 2021 wurde die Oper am Tiroler Landestheater Innsbruck aufgeführt und erhielt dafür eine Nominierung für den Österreichischen Musiktheaterpreis 2023 in der Kategorie „Bester Nachwuchs weiblich“ für Annina Wachter als junge Frau/der Kleine. 2022 folgten Aufführungen in Genf und Freiburg (Schweiz), 2023 in Halle (Saale) und am Theater an der Wien.